# Wendelin Wiedeking
Wendelin Wiedeking (nacido el 28 de agosto de 1952) es un antiguo presidente y director ejecutivo del fabricante de coches alemán Porsche AG, un cargo que ocupó de 1993 hasta el 23 de julio de 2009. Fue también presidente del comité ejecutivo de la compañía y fue un miembro del consejo de supervisión de Volkswagen AG.Tuvo su primera hija, Isabel Wiedeking, en 1983 y entonces su hijo, Wendelin Wiedeking hijo. Actualmente vive cerca de Stuttgart.

## Vida antes de porsche
Wiedeking nació en Ahlen, Renania del Norte-Westfalia. Se crio en Beckum, Alemania y asistió a la RWTH en Aachen. Después de graduarse en 1978,  permaneció en la escuela de postgrados RWTH, para estudiar un doctorado en ingeniería. Obtuvo su doctorado en 1983.
- Datos: Q65614